# Echinopsis coquimbana
Echinopsis coquimbana ist eine Pflanzenart aus der Gattung Echinopsis in der Familie der Kakteengewächse (Cactaceae). Das Artepitheton coquimbana verweist auf das Vorkommen der Art nahe der chilenischen Stadt Coquimbo. Ein spanischer Trivialname ist „Quisco“.

## Beschreibung
Echinopsis coquimbana wächst strauchig, verzweigt von der Basis, ist manchmal niederliegend, in der Regel aber aufrecht und bildet dichte Dickichte. Die zylindrischen Triebe weisen Durchmesser von 8 Zentimetern auf und werden bis zu 1 Meter hoch. Es sind zwölf bis 13 Rippen vorhanden. Die auf ihnen befindlichen großen, kreisrunden Areolen sind gelblich bis bräunlich. Aus ihnen entspringen gerade, kräftige und bräunliche Dornen, die im Alter vergrauen. Die drei bis vier Mitteldornen sind stärker grau und bis zu 5 Zentimeter lang. Die acht bis zwölf Randdornen weise eine Länge von 1 bis 2 Zentimetern auf.
Die glockenförmigen, weißen Blüten erscheinen in der Regel in der Nähe der Triebspitzen oder seitlich. Sie sind am Tag und in der Nacht geöffnet und bis zu 12 Zentimeter lang. Die kugelförmigen, grünen Früchte sind essbar.

## Verbreitung, Systematik und Gefährdung
Echinopsis coquimbana ist in der chilenischen Region Coquimbo im Gebiet um die Stadt La Serena verbreitet.
Die Erstbeschreibung als Cactus coquimbanus durch Juan Ignacio Molina wurde 1782 veröffentlicht. Heimo Friedrich und Gordon Douglas Rowley stellten die Art 1974 in die Gattung Echinopsis. Weitere nomenklatorische Synonyme sind Cereus coquimbanus (Molina) K.Schum. (1897), Trichocereus coquimbanus (Molina) Britton & Rose (1920, nom. inval.), Eulychnia coquimbana (Molina) Albesiano (2012, nom. inval.) und Leucostele coquimbana (Molina) Schlumpb.  (2012, nom. inval.).
Die ursprüngliche Beschreibung von Cactus coquimbanus ist sehr unzureichend. Es könnte sich um eine Art der Gattung Eulychnia handeln. Möglich ist aber auch eine Art aus dem Verwandtschaftskreis von Echinopsis deserticola oder Echinopsis chiloensis.
In der Roten Liste gefährdeter Arten der IUCN wird die Art als „Endangered (EN)“, d. h. als stark gefährdet geführt.

## Nachweise

## Weiterführende Literatur
- Urs Eggli, Helmut Walter: (2075) Proposal to reject the name Cactus coquimbanus (Cactaceae). In: Taxon. Band 61, Nr. 3, 2012, S. 686–687 (JSTOR:41679290).